# Alfreda Benge
Pour les articles homonymes, voir Benge.
Alfreda Benge, dite Alfie, née en 1940 à Klagenfurt, est une parolière et illustratrice britannique d'origine autrichienne.

## Biographie
Alfreda Benge est née en Autriche d'une mère polonaise et est arrivée au Royaume-Uni en 1947. Son beau-père, Ronald Benge, est un éminent bibliothécaire qui a créé des écoles de bibliothéconomie dans les pays en développement.
Benge étudie la peinture au Camberwell Art School, le graphisme à la London School of Printing et le cinéma au Royal College of Art. Elle travaille ensuite dans le cinéma et devient l'assistante du monteur Graeme Clifford pour le film Don't Look Now (1973) de Nicolas Roeg,,.
Elle est mariée au musicien Robert Wyatt depuis 1974. Elle a contribué aux paroles de plusieurs de ses compositions, et sa voix apparaît sur l'album Rock Bottom en 1974. Elle a également écrit des paroles pour le musicien/producteur français Bertrand Burgalat. Elle a produit les illustrations de couverture de tous les albums solo de Robert Wyatt depuis 1974, ainsi que pour des albums d'autres musiciens, notamment Gravity de Fred Frith, Alice de Klimperei et Spanish Dance Troupe (en) de Gorky's Zygotic Mynci.
Elle a également illustré deux livres pour enfants écrits par le poète et musicien écossais Ivor Cutler.